# パートナーズ・プロ
有限会社パートナーズ・プロは大阪市北区に所在している日本の芸能事務所。主にキャスター・リポーター・アナウンサーのマネージメントなどを手掛けている。

## 所属タレント

### 女性

#### あ行
- 芦川直美
- 居内千恵
- 池田桂子
- 井阪祐子
- 泉元美菜子
- 伊藤敦奈
- 伊東優子
- 岩井万実
- 岩田泉未
- 上田麻未
- 臼田佳代
- 内谷佐和子
- 内田あや
- 馬田めぐみ
- 大恵陽子
- 大西花緒里
- 岡本夏実
- 小川京子
- 奥井ともこ

#### か行
- 桂木美和
- 加藤佐季
- かやきみき
- 河合美保
- 川﨑英吏子
- 川畑登喜
- 菅（かん）真理子
- 岸本紗紀
- 倉田かな
- 栗本美樹
- 小林巳記

#### さ行
- 佐々木美月
- 佐藤志保
- 三田愛美
- 神宝美幸
- 新家久美子

#### た行
- 武田英子
- 田丸佳代子
- 塚本枝里
- 辻松江
- 辻村かおり
- 堤三紗
- 寺本章子
- 徳山望
- 豊永真琴
- 圓谷優依

#### な行
- 永尾光湖
- 仲みゆき
- 長廻雅美
- 中島亜由美
- 長島恭子
- 中田麻美
- 長沼美樹
- 西岡由佳里
- 西田沙織
- 根岸由華
- 野田美奈子

#### は行
- 早坂好恵
- 長谷部奈穂美
- 花房ゆかり
- 林由紀子
- 原田昌子
- 平田恵
- 藤井郁子
- 藤井元美
- 藤田由紀子
- 藤原尚子
- 星野礼佳

#### ま行
- 前田里美
- 前川佳子
- 松江理恵
- 松本さとみ
- 三浦希美
- 三野真紀子
- 宮本聖子
- 宮脇さなえ

#### や〜わ行
- 安田愛結美
- 矢作麗
- 吉田智恵
- 吉田奈央（読売テレビ所属、セント・フォース所属の同姓同名アナウンサー2名とは別人）
- 吉田真由美
- 吉永愛
- 脇たまき
- 脇屋香名子

### 男性
- 畔地祐希
- 井上和紀
- 北村哲男
- 木場竜也
- 寺田勝也
- 永井康之
- 藤原了
- 松﨑義久
- 村岡勇希